# Godofredo García Díaz
Godofredo García Díaz (Lima, 8 de noviembre de 1888 - Ib. 16 de julio de 1970) fue un matemático e ingeniero peruano. Es considerado, junto con Federico Villarreal, como una de las glorias de la matemática peruana. Es autor de más de 80 trabajos en matemáticas, física, astronomía, astrofísica e ingeniería.

## Biografía
Cursó sus estudios escolares en el Colegio de Lima, que dirigía Pedro A. Labarthe.
En 1906 ingresó a la Facultad de Ciencias de la Universidad Nacional Mayor de San Marcos, donde se graduó de bachiller (1909) y doctor en Ciencias Matemáticas (1912), con tesis sobre «Puntos singulares de las curvas planas» y «Resistencia de las columnas de concreto armado», respectivamente. Simultáneamente, estudió en la Escuela de Ingenieros del Perú, ahora llamada Universidad Nacional de Ingeniería (1908-1910), graduándose de ingeniero civil en 1911.
Desde 1913, ejerció la docencia en la Escuela Militar de Chorrillos, donde tuvo a su cargo los cursos de Geometría Plana, Descriptiva y Analítica, Cálculo Infinitesimal, Mecánica Racional y Balística Exterior. Fue también, desde 1919, catedrático de Mecánica Racional en la Facultad de Ciencias de la Universidad de San Marcos, así como decano (1928-1940). Llegó a ser Rector (1941-1943). Fue, además, profesor en la Escuela de Ingenieros. Mantuvo correspondencia con Albert Einstein.
Por la década de 1930 recibió en Lima a Alfred Rosenblatt, distinguido matemático polaco, con quien trabajó mancomunadamente en San Marcos. En 1938, junto con Rosenblatt y otros matemáticos sanmarquinos, fundó la Academia Nacional de Ciencias Exactas, Físicas y Naturales del Perú, institución que presidió desde 1960, hasta su muerte en 1970. Además, dirigió la publicación "Actas de la Academia".
Obtuvo el premio nacional otorgado a las investigaciones científicas, en atención a las que había realizado en el campo de las ciencias matemáticas y por sus «Ecuaciones exactas y soluciones exactas del movimiento y de las tensiones de los fluidos viscosos» (1948).
Preparó conferencias en Lima con la participación de Tullio Levi-Civita, Arthur Compton y Garret Birkhoff, entre otros; en cada conferencia, Godofredo García presentó una reseña de la obra de estos destacados científicos.
Se casó con Alicia Rendón (ecuatoriana), tuvo 4 hijos, uno de ellos, Godofredo García Rendón, que ha destacado en el estudio del Derecho Internacional.

## Libros
- Lecciones de mecánica racional, UNMSM; 1937.
- Sobre una nueva teoría cosmogónica, 1940.
- Análisis Algebraico, Ed. Sanmarti, 1956.

## Artículos en revistas científicas
- En la Revista de Ciencias  (publicación de la Facultad de Ciencias de la U. de San Marcos):
  - La reforma de la mecánica de Wronski.
  - Contribución al estudio de la mecánica celeste.
  - Ecuaciones cardinales y ecuaciones universales de la dinámica,1931.
  - Generalización de la teoría del virial,1944.
- En Actas de la Academia (publicación de la Academia Nacional de Ciencias Exactas, Físicas y Naturales):
  - Sobre el estado actual del sistema solar.
  - Sobre el campo único,1960.
  - Sobre una nueva forma de las desigualdades de K. Sundman en el problema de los tres cuerpos.
  - Sobre la igualdad de Lagrange en el movimiento de las nebulosas espirales.
  - Las ecuaciones completas en el campo cosmológico sin recurrir a la teoría de la relatividad.
  - Las leyes y las ecuaciones de Kepler en las órbitas con corrimiento del perihelio sin recurrir a la teoría de la relatividad.

| Predecesor: Carlos Villarán | Rector de la Universidad de San Marcos 1941 - 1943 | Sucesor: Pedro M. Oliveira |